# Ecclesia in Africa
A exortação apostólica pós-sinodal Ecclesia in Africa, de João Paulo II, publicada a 14 de setembro de 1995, é o primeiro documento oficial do Magistério da Igreja que se debruça sobre a Igreja em África, colhendo o que de melhor os bispos reunidos em sínodo consideraram importante tanto do ponto de vista da análise da situação da Igreja no continente africano, como das propostas para o futuro da pastoral e da evangelização como tarefa fundamental da Igreja em África. Mas a preocupação é avançar no estudo da sua receção, para verificar em que medida tanto a Exortação Apostólica, como a sua recessão e mesmo o seu futuro, dizer ainda que o processo de recessão está ainda em curso, correspondem e realizam o voto de Paulo VI: de uma Igreja adulta e fecunda, que é criativamente o depósito da fé comum, de modo a que todos possam sentir-se em casa, mas também da dinâmica evangelizadora de uma Igreja que é não só missionária de si mesma, independente a respeito das igrejas mães que a implantaram, mas missionária também para o mundo, mesmo para o Velho Continente cristão, envelhecido e cansado, carente e necessitado da alegria da juventude.
O conteúdo desta encíclica é a descolonização de África, porque muito antes, ou seja, em 1967, o Papa Paulo VI visitou África no contexto da descolonização, com o lema “África sé tu própria”.
Nesta encíclica, o papa João Paulo II, faz a radiografia da situação de África: "Como se apresenta a África de hoje?". Dizendo que, a cultura africana é rica mas está obscurecida em muitos problemas, nomeadamente: feitiçaria, mágicas, poligamia, politeísmo, tribalismo, regionalismo, escravatura, fome e inércia dos políticos. Além desses, levantou certos problemas no que toca: o realismo a cara evidência, etno-linguístico, sócio-político, dramático e trágico. Sendo assim, convida a viver em nome de Jesus, a reconciliação entre as pessoas e as comunidades e promover a paz e a justiça, na verdade para todos.
Apresentou a solução para alguns problemas de África, que é a aposta ao desenvolvimento integral humano, passando pela capacitação, educação e formação, tendo em conta as necessidades políticas, culturais, religiosas e de lazer.
Fiéis à tradição dos primeiros séculos do cristianismo em África, os pastores deste continente, em comunhão com o sucessor do apóstolo Pedro e os membros do episcopal vindos doutras regiões do mundo realizaram um sínodo que se revelou um acontecimento de esperança e de ressurreição, no momento mesmo em que as vicissitudes humanas pareciam antes impelir a áfrica para o desânimo e desespero.